# Santa Maria Coghinas
Santa Maria Coghinas (Cuzina in gallurese) è un comune italiano di 1 324 abitanti della città metropolitana di Sassari in Sardegna.

## Geografia fisica

### Territorio
Il centro abitato sorge nella regione storica dell'Anglona, sulla riva occidentale del fiume Coghinas e ai piedi delle colline che delimitano la fertilissima valle alluvionale con una media di 2 m s.l.m.

## Storia

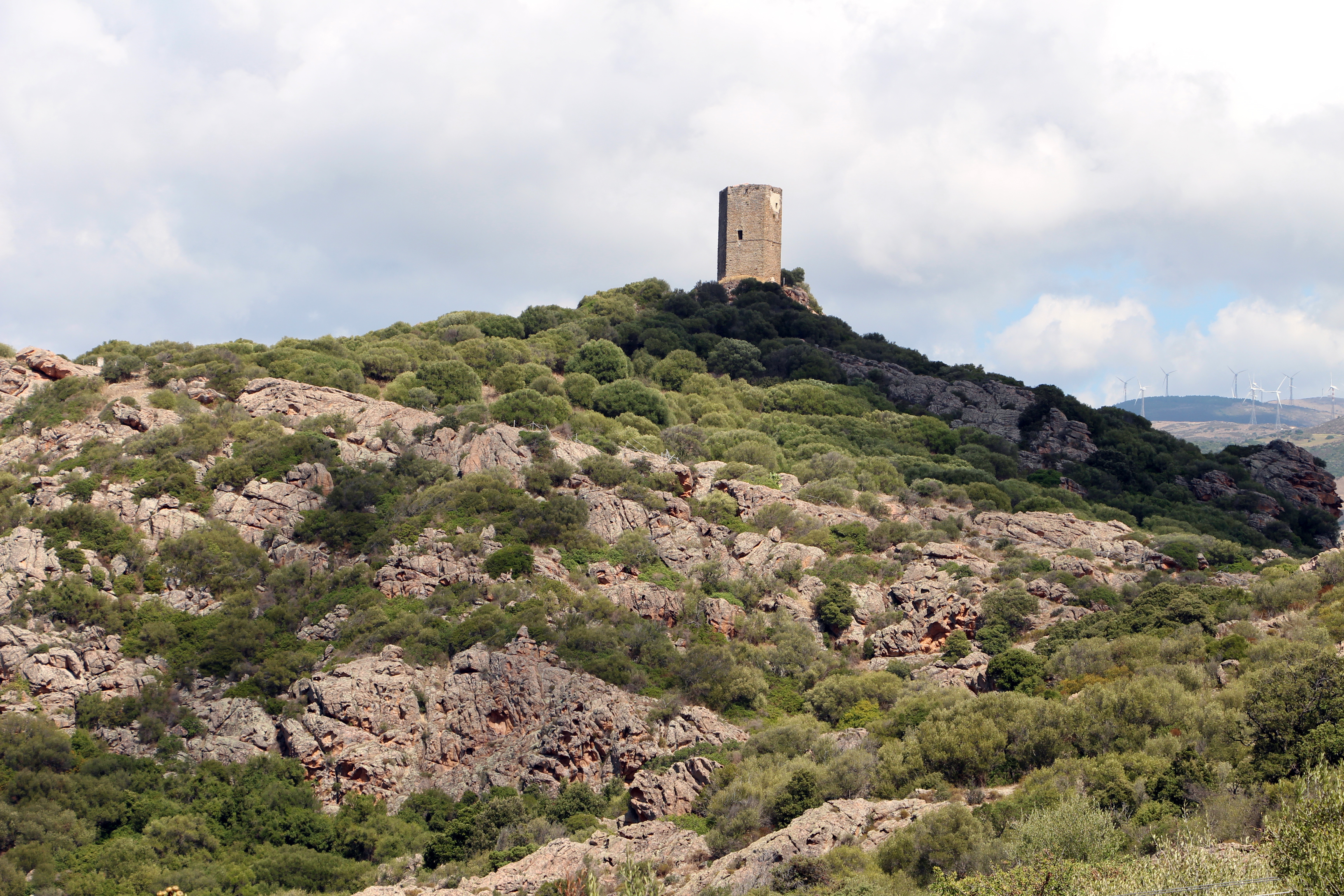
Il castello di Casteldoria

La sua origine è attestata all'inizio di questo millennio nell'ambito del giudicato di Torres, inserita nella curatoria di Anglona, le sue più antiche testimonianze archeologiche sono il castello di Casteldoria e il tempio in stile romanico della chiesa della Madonna delle Grazie intitolata appunto alla Madonna delle Grazie.
Già parte del comune di Sedini, nel 1960 entra a far parte del neoistituito comune sparso di Valledoria e nel 1983 diviene a sua volta comune autonomo.

### Simboli
(Descrizione araldica dello stemma)
(Descrizione araldica del gonfalone)
Lo stemma e il gonfalone sono stati concessi con l'apposito Decreto del Presidente della Repubblica datato al 1º agosto 2019.
La torre si riferisce all'antico giudicato di Torres, che corrispondeva all’incirca all'attuale territorio della Provincia di Sassari; l'aquila nera su campo d'oro e d'argento è lo storico blasone dei Doria; l'albero è il simbolo del giudicato di Arborea; i fusi rossi e d'oro sono ripresi dallo stemma della famiglia Centelles di origine catalana che ebbe feudi in Spagna, in Sardegna, in Sicilia e nel Regno di Napoli.
Fino al 2019 il Comune utilizzava uno stemma concesso con D.P.R. del 7 aprile 2003: troncato semipartito: il primo, di verde, alle cinque stelle di otto raggi d'oro, poste due, una, due; il secondo, troncato d'oro e d'argento, all'aquila attraversante di nero, rostrata, membrata, armata, coronata all'antica, di rosso; il terzo, di azzurro, alle sette spighe di grano, impugnate, d'oro, legate di rosso.

## Società

### Evoluzione demografica
Abitanti censiti

### Lingue e dialetti
Vi si parla il gallurese: infatti nonostante faccia geograficamente parte della regione storica dell'Anglona, il dialetto parlato, nonché gli usi e costumi sono tipicamente galluresi.

## Economia

Stabilimento termale di Casteldoria

La principale attività economica è rappresentata dall'agricoltura intensiva, favorita dalla presenza di vaste pianure alluvionali. Di grande importanza sono inoltre le terme di Casteldoria: si tratta di sorgenti calde che sgorgano sul letto del fiume Coghinas, ad una temperatura di oltre 80 gradi. Sul sito è stato costruito, pochi anni fa, un centro termale dotato di albergo.

## Amministrazione
| Periodo        | Periodo        | Primo cittadino                 | Partito                                         | Carica  | Note   |
| -------------- | -------------- | ------------------------------- | ----------------------------------------------- | ------- | ------ |
| 12 giugno 1994 | 24 maggio 1998 | Antonio Cossu                   | "Eterogenea"                                    | Sindaco | [ 8 ]  |
| 24 maggio 1998 | 26 maggio 2002 | Francesco Pietro Paolo Pruneddu | lista civica                                    | Sindaco | [ 9 ]  |
| 26 maggio 2002 | 27 maggio 2007 | Giovanna Bartolomea Oggiano     | lista civica                                    | Sindaco | [ 10 ] |
| 27 maggio 2007 | 10 giugno 2012 | Giovanna Bartolomea Oggiano     | lista civica                                    | Sindaco | [ 11 ] |
| 10 giugno 2012 | 11 giugno 2017 | Pietro Carbini                  | lista civica "I Giovani e l'Esperienza Insieme" | Sindaco | [ 12 ] |
| 11 giugno 2017 | 13 giugno 2022 | Pietro Carbini                  | lista civica "I Giovani e l'Esperienza"         | Sindaco | [ 13 ] |
| 13 giugno 2022 | in carica      | Pietro Carbini                  | lista civica "Tutti insieme nella continuità"   | Sindaco | [ 14 ] |